# Rootes Arrow
Arrow, è un progetto automobilistico sviluppato dalla Rootes negli anni sessanta e che ha dato vita alle berline Hillman Hunter, Singer Vogue e Humber Sceptre; alle station wagon Hillman Hunter Estate e ad una generazione delle coupé Sunbeam, Sunbeam Rapier e Sunbeam Alpine.

## Berline e station wagon

### La genesi

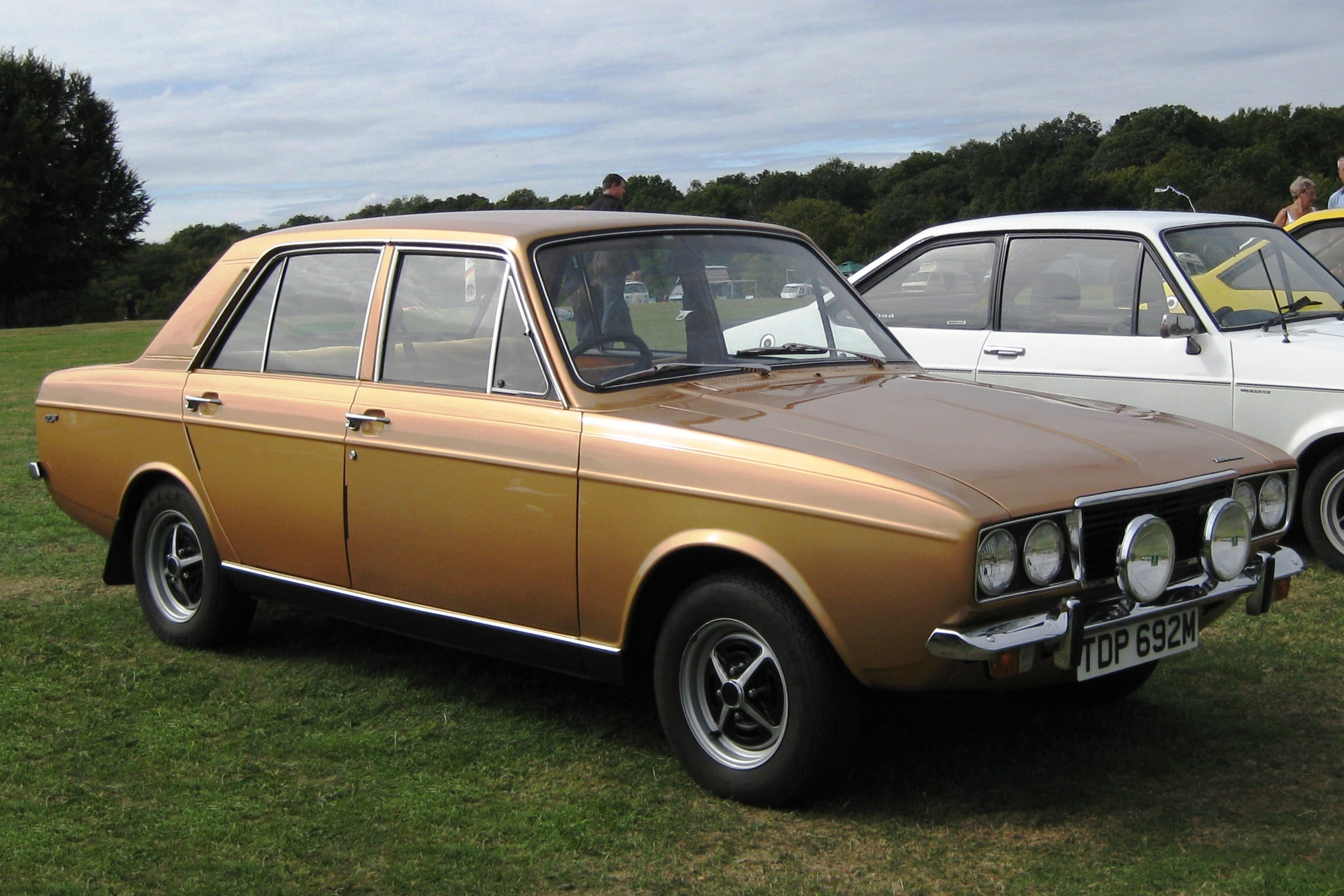
Hillman Hunter (1974)

Nel corso degli anni '60 l'industria automobilistica britannica seguiva due direzioni contrastanti: da un lato la BMC proponeva modelli d'avanguardia, con trazione anteriore, sofisticate sospensioni Hydrolastc e carrozzerie funzionali all'ottenimento della massima abitabilità, dall'altro la locale filiale della Ford che proponeva modelli tradizionali (sia tecnicamente che esteticamente), riducendo così al minimo i costi di progettazione e produzione in modo da massimizzare i profitti.
Il mercato, tuttavia, sembrava dare ragione a Ford, che piazzava la propria tradizionalissima Cortina ai vertici della classifiche di vendita del Regno Unito.
Proprio ispirandosi alla Ford Cortina, con un'operazione simile a quella della Morris Marina, venne avviato il progetto Arrow destinato a dar vita ad una gamma di autovetture tecnicamente ed esteticamente tradizionali e convenzionali.
Quando debuttarono, nel 1966, le squadrate (e, guarda caso, ispirate alla Cortina MK2) berline capostipiti del progetto Arrow, presentavano soluzioni tecniche assai tradizionali: trazione posteriore, avantreno McPherson, retrotreno ad assale rigido, impianto frenante misto, cambio manuali a 4 rapporti (con overdrive sui modelli più rifiniti) e motori 4 cilindri in linea con albero a camme laterale.
Anche l'estetica era classica: 3 volumi, 4 porte e linee tese e squadrate.
Le berline Arrow erano commercializzate (secondo la complessa e, spesso, poco comprensibile logica Rootes) con 3 marchi diversi: Hillman, Singer e Humber.
La Hillman Hunter, che costituiva (benché fosse declinata in 3 livelli d'allestimento: DL, GL e Super) la variante più economica, era disponibile con le versioni a carburatore singolo dei noti motori di 1498 (63 cv) e 1725 cm³ (72 cv), mentre la Humber Sceptre, che costituiva il top di gamma, montava sia il 1592 cm³ che il 1725 cm³ bicarburatore da 79 cv.
La Singer Vogue, che si posizionava appena sopra la Hunter, era commercializzata unicamente col 1725 cm³ monocarburatore da 72 cv.
Le 3 varianti disponevano anche di mascherine specifiche, diversi fregi cromati (più abbondanti sulla Sceptre) e livelli di finitura differenziati (con inserti in legno e maggior cura generale del dettaglio per la Sceptre).

### L'evoluzione
Nel 1967 venne introdotta la versione station wagon Estate della Hunter, con motori e allestimenti analoghi a quelli della berlina.
Nel 1970 venne soppresso il marchio Singer (di conseguenza cessò la commercializzazione della Vogue), mentre la gamma della Hunter s'arrichì della sportiveggiante GT (mossa dal motore da 79 cv della Sceptre).
Nel 1972 Hunter e Sceptre subirono un leggero restyling sia interno che esterno.
Nel 1974 il marchio Humber venne soppresso ed il posto della Sceptre venne preso dalla Hunter GLS, col medesimo frontale e motore potenziato a 93 cv.
Nel 1977 la Hunter venne rimarcata Chrysler.
La produzione in Gran Bretagna cessò nel 1979, ma proseguì (con leggere modifiche) fino agli anni novanta in Iran e Pakistan.
La produzione inglese ammonta a circa 470.000 unità.

## Le coupé

### La genesi
Sulla base delle berline Arrow venne realizzata nel 1967 una coupé fastback dallo stile particolare (e un po' tormentato nella parte posteriore), commercializzata col marchio Sunbeam ed il nome (ripreso da un modello degli anni precedenti) Rapier.
La Rapier, basata per il resto interamente sulla meccanica della Hillman Hunter, era spinta dalla versione da 88cv del 4 cilindri bicarburatore di 1725 cm³.
Il cambio era a 4 marce con overdrive.

### L'evoluzione
Nel 1968 la Rapier base venne affiancata dalla versione sportiva H120, dotata di carburatori Weber (anziché Zenith), e potenza di 108cv. Di sviluppare questa versione delle Rapier (riconoscibile per la mascherina nera opaca, i cerchi Roostyle, un piccolo spoiler sul cofano posteriore e le stripes adesive sulla fiancata) venne incaricato Holbay (una sorta di elaboratore ufficiale Rootes, come Abarth lo era per Fiat), che intervenne anche sull'assale posteriore.
Nel 1970 venne lanciata anche una versione economica del modello denominata Alpine e mossa da una versione monocarburatore da 76 cv del 4 cilindri di 1725 cm³.
La Alpine aveva anche finiture (interne ed esterne) semplificate.
Contemporaneamente la Rapier standard ottenne un potenziamento a 93 cv.
Le Rapier e Alpine della serie Arrow uscirono di listino nel 1976, dopo circa 46.200 esemplari prodotti.